# هبوط أورفيوس
هبوط أورفيوس هو مسرحية كتبها الكاتب الأمريكي تينيسي وليامز عام 1957. تتناول المسرحية شخصية أسطورية من الميثولوجيا الإغريقية، أورفيوس، الذي كان موسيقارًا وشاعرًا. ولكن في المسرحية، يروي ويليامز القصة من منظور مختلف وفي سياق أكثر حداثة، حيث تعكس القصة العلاقات الإنسانية وتعقيداتها، والصراعات النفسية والاجتماعية.
مسرحية هبوط أورفيوس تعكس عمق مشاعر الإنسان ومعاناته في مواجهة الفقد والبحث عن الأمل. تينيسي وليامز يستخدم هذه الأسطورة الكلاسيكية ليقدم رؤية معاصرة تتناول التحديات النفسية التي يواجهها الأفراد في سعيهم لإيجاد المعنى في عالم قاسي.